# Otto Gas Engine Works
Otto Gas Engine Works war ein US-amerikanischer Hersteller von Motoren und Automobilen.

## Unternehmensgeschichte
Das Unternehmen wurde am 5. Juli 1894 in Philadelphia in Pennsylvania gegründet. Zunächst stellte es Motoren her. 1910 begann die Produktion von Automobilen. Der Markenname lautete zunächst Otto und ab 1912 Ottomobile. Die erste Vertriebsgesellschaft Otto Motor Car Company aus New York City musste im April 1911 aufgelöst werden. Darauf folgte die Ottomobile Company aus Mount Holly Township in New Jersey, die im Sommer 1912 insolvent wurde. Das Unternehmen wies darauf hin, dass es keine direkten Verbindungen gab. Trotzdem wirkte es sich nachteilig auf den Absatz aus. Zu dieser Zeit leitete Murrell Dobbins das Unternehmen. Er gab an, dass die Fahrzeuge nun direkt an die Händler verkauft würden. Es gab Pläne für eine Fabrik in Mount Holly, und laut einer Quelle auch Hinweise, dass dort 1912 einige Fahrzeuge gefertigt wurden.
Ende 1912 kam die Fahrzeugproduktion zum Erliegen. Die Holly Motor Company setzte die Fahrzeugproduktion fort.
Es sind erhalten gebliebene Motoren aus der Zeit von 1894 bis 1924 bekannt. Danach verliert sich die Spur des Unternehmens.

## Fahrzeuge
Alle Fahrzeuge hatten einen Vierzylindermotor. Außerdem hatten alle Fahrgestelle einheitlich 312 cm Radstand.
1910 gab es nur den 30/35 HP. 107,95 mm Bohrung und ebenso 107,95 mm Hub ergaben 3952 cm³ Hubraum. Als Aufbauten sind Roadster mit zwei, drei und vier Sitzen, ein Demi-Tonneau mit vier Sitzen und ein Tourenwagen mit fünf Sitzen überliefert.
1911 änderte sich die Bezeichnung in 35 HP. Der Demi-Tonneau entfiel. Fünfsitzige Tourenwagen mit vorderen Türen, Victoria, Coupé, Limousine, Landaulet und Sportman’s Roadster ergänzten die zur Verfügung stehenden Karosseriebauformen.
1912 wurde das Sortiment erweitert. Das Model 2 hatte einen Motor mit jeweils 114,3 mm Bohrung und Hub, woraus sich 4691 cm³ Hubraum ergaben. Der Motor war mit 38,9 PS angegeben. Type A war ein Demi-Tonneau mit fünf Sitzen, Type B ein Roadster mit drei Sitzen, Type D ein Demi-Tonneau mit vier Sitzen, Type E und Type L Roadster mit zwei Sitzen, Type F und Type J Col. Limousine mit sieben Sitzen, Type G ein Col. Ottoette, Type H ein Col. Coupé mit vier Sitzen und Type I ein Victoria fünf Sitzen. Außerdem gab es das Model 3. Dafür sind bei gleicher Bohrung 127 mm Hub und 5212 cm³ Hubraum angegeben, die Motorleistung allerdings nur mit 32,4 PS. Der Type KK war als Parlor Car bezeichnet und bot wahlweise fünf oder sieben Personen Platz.

## Modellübersicht
| Jahr | Modell   | Ausführung | Zylinder | Leistung (PS) | Radstand (cm) | Aufbau |
| ---- | -------- | ---------- | -------- | ------------- | ------------- | --- |
| 1910 | 30/35 HP |            | 4        | 30/35         | 312           | Roadster 2-sitzig und 3-sitzig und 4-sitzig, Demi-Tonneau 4-sitzig, Tourenwagen 5-sitzig                                                                      |
| 1911 | 35 HP    |            | 4        | 35            | 312           | Tourenwagen 5-sitzig, Fore-Door Tourenwagen 5-sitzig, Roadster 2-sitzig und 3-sitzig und 4-sitzig, Victoria, Coupé, Limousine, Landaulet, Sportman’s Roadster |
| 1912 | Model 2  | Type A     | 4        | 38,9          | 312           | Demi-Tonneau 5-sitzig |
| 1912 | Model 2  | Type B     | 4        | 38,9          | 312           | Roadster 3-sitzig |
| 1912 | Model 2  | Type D     | 4        | 38,9          | 312           | Demi-Tonneau 4-sitzig |
| 1912 | Model 2  | Type E     | 4        | 38,9          | 312           | Roadster 2-sitzig |
| 1912 | Model 2  | Type F     | 4        | 38,9          | 312           | Col. Limousine 7-sitzig |
| 1912 | Model 2  | Type G     | 4        | 38,9          | 312           | Col. Ottoette |
| 1912 | Model 2  | Type H     | 4        | 38,9          | 312           | Col. Coupé 4-sitzig |
| 1912 | Model 2  | Type I     | 4        | 38,9          | 312           | Victoria 5-sitzig |
| 1912 | Model 2  | Type J     | 4        | 38,9          | 312           | Col. Limousine 7-sitzig |
| 1912 | Model 2  | Type L     | 4        | 38,9          | 312           | Roadster 2-sitzig |
| 1912 | Model 3  | Type KK    | 4        | 32,4          | 312           | Parlor Car 5-sitzig und 7-sitzig |